# Bosenský sandžak
Bosenský sandžak (event. Sandžak Bosna) (bosensky/srbochorvatsky Sandžak Bosna, turecky Bosna Sancağı) byla mezi lety 1463 a 1580 nižší správní jednotka osmanské říše na území Bosny. V jejím čele stál sandžak-beg.
Sandžak spadal pod Rumélijský ejálet s centrem v Edirne. Roku 1580 byl spojen s dalšími šesti sandžaky a povýšen na Bosenský ejálet, přičemž byla zachována existence Bosenského sandžaku (turecky Paşa Sancaığı).

## Sandžak-begové
- 1463–1463 Isa-beg Ishaković (İshakoğlu İsa Bey)
- 1463–1464 Mehmed-beg Minetović (Minnetoğlu Mehmed Bey)
- 1464–1470 Isa-beg Ishaković (İshakoğlu İsa Bey)
- 1470–1474 Ajaz-beg (Ayaz Bey)
- 1474–1474 Sinan-beg (Sinan Bey)
- 1474–1475 Arnaut Davud-beg (Arnavut Koca Dâvud Paşa)
- 1475–1477 Bali-beg Malkočević (Bali Bey Malkoçoğlu)
- 1477–1479 Skender-beg Mihajlović (Mihaloğlu İskender Paşa)
- 1479–1480 Arnaut Davud-beg (Arnavut Koca Dâvud Paşa)
- 1480–1482 Skender-beg Mihajlović (Mihaloğlu İskender Paşa)
- 1482–1483 Jahja-beg (Yahya Bey)
- 1483–1484 Ajaz-beg (Ayaz Bey)
- 1484–1485 Mehmed-beg Ishaković (İshakoğlu Mehmed Bey)
- 1485–1490 Sinan-beg (Sinan Bey)
- 1490–1493 Hadim/Hadum Jakub-paša (Hadım Yakup Paşa)
- 1493–1495 Jahja-paša (Yahya Bey)
- 1495–1496 Feriz-beg Mihajlović (Mihaloğlu Firuz/Feris Bey)
- 1496–0000 Hadim/Hadum Sinan-beg Borovinić (Hadım Sinan Paşa)
- 1498–1505 Skender-paša Mihajlović (Mihaloğlu İskender Paşa)
- 1505–1512 Feriz-beg (Mihaloğlu Firuz/Feris Bey)
- 1512–1513 Hadim/Hadum Sinan-beg Borovinić (Hadım Sinan Paşa)
- 1513–1515 Junuz-beg (Yunus Bey)
- 1515–1516 Mustafa-paša Jurišević/Skenderpašić (İskenderpaşazâde Mustafa Paşa)
- 1516–1517 Gazi Hasan-beg (Gazi Hasan Bey)
- 1517–1519 Gazi Mehmed-beg Mihajlović (Mihalzâde Gazi Mehmed Bey)
- 1519–1521 Gazi Bali-beg Jahjapašić (Yahyapaşazâde Gazi Bali Bey)
- 1521–1525 Gazi Husrev-beg (Gazi Hüsrev Bey)
- 1525–1526 Gazi Hasan-beg (Gazi Hasan Bey)
- 1526–1534 Gazi Husrev-beg (Gazi Hüsrev Bey)
- 1534–1536 Ulama-paša (Ulama Paşa/Hân)
- 1536–1541 Gazi Husrev-beg (Gazi Hüsrev Bey)
- 1541–1547 Ulama-paša (Ulama Paşa/Hân)
- 1547–1549 Sofi Ali-beg (Sofu Mehmet Paşa/Mevlevi Mehmed Paşa)
- 1549–1550 Muhamed-han Zulkadrić (Zulkadrioğlu Muhamed Hân)
- 1550–1551 Hadim/Hadum Ali-beg (Hadım Ali Bey)
- 1551–1553 Sofi Mehmed-paša (Sofu Mehmet Paşa/Mevlevi Mehmed Paşa)
- 1553–1553 Hadim/Hadum Gazi Ali-paša (Hadım Gazi Ali Paşa)
- 1553–1554 Dugali Malkoč-beg (Dugalı Malkoç Bey)
- 1554–1555 Kara Osman-han (Kara Osman Hân)
- 1555–1557 Kara Mustafa-beg Sokolović (Sokollu Kara Mustafa Bey)
- 1557–1561 Hamza-beg Biharović (Biharoğlu Hamza Bey)
- 1561–1562 Hasan-beg Sokolović (Sokollu Hasan Bey)
- 1562–1564 Sinan-beg Boljanić (Bolyanoğlu Sinan Bey)
- 1564–1566 Mustafa-beg Sokolović (Sokollu Mustafa Bey)
- 1566–1568 Mehmed-beg Sokolović (Sokollu Mehmed Bey)
- 1568–1568 Ferhad-beg Desisalić (Ferhad Bey)
- 1568–1574 Mehmed-beg Sokolović (Sokollu Mehmed Bey)
- 1574–1580 Ferhad-beg Sokolović (Sokollu Ferhad Bey)